# Poincarés förmodan
Inom matematiken är Poincarés förmodan en förmodan inom algebraisk topologi som behandlar en karakteristisk egenskap av så kallade 3-sfärer som särskiljer dessa från andra tredimensionella mångfalder.
Förmodan lyder som följande:
Varje sluten, enkelt sammanhängande tredimensionell mångfald är homeomorf med 3-sfären.
Den postulerades år 1904 av Henri Poincaré och efter många försök att bevisa den under 1900-talet utsågs den till ett av Millennieproblemen, men år 2002 lyckades den ryske matematikern Grigori Perelman lägga fram ett bevis som efter fyra år av granskning har visats stämma.

## Beskrivning

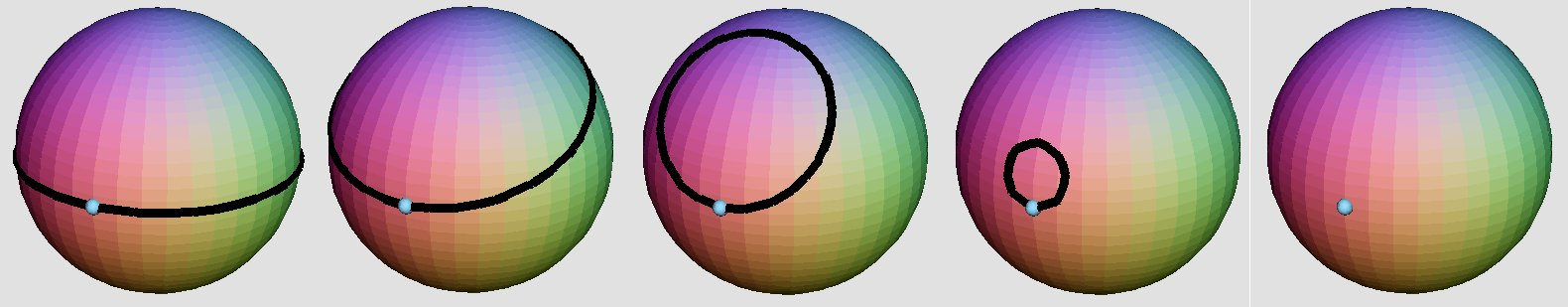
För en vanlig 2-sfär så kan varje ögla kontinuerligt dras ihop till en punkt på ytan. Poincarés förmodan handlar om samma fråga, men för 3-sfären, som inte är lika lätt att föreställa sig.

En 3-sfär är inom matematiken ytan på ett klot i fyra dimensioner. Men eftersom det är svårt att föreställa sig fler än tre dimensioner är det lättare att beskriva problemet i två dimensioner. Med sluten menas att mångfalden är ändlig men saknar gränser (som ytan på ett klot). Enkelt sammanhängande betyder grovt sagt att mångfalden är ett stycke och saknar hål. Poincarés förmodan säger grovt sagt att om man har en tredimensionell mångfald som är kompakt och enkelt sammanhängande kommer denna alltid att kunna deformeras till en 3-sfär. I två dimensioner skulle man då kunna tänka sig en skrynklig ballong (som är utan öppning, men som ändå går att blåsa upp), som har berg och dalar på sin yta. Om man blåser upp ballongen lagom mycket, kommer till slut alla deformationer att försvinna, och man får då ett perfekt klot. Man kan även se det på många andra olika sätt, till exempel så att om man har en cirkel på ytan kommer man alltid att kunna dra ihop cirkeln till en punkt.

## Historia

### Poincaré
I början av 1900-talet arbetade Henri Poincaré med grunderna till topologin, och var då särskilt intresserad av de topologiska egenskaperna hos sfären. Poincaré ansåg år 1900 att han hade tagit fram en metod för att avgöra om en viss tredimensionell mångfald var en 3-sfär, men år 1904 lyckades han motbevisa sitt påstående. I samma avhandling som han presenterade sitt motbevis i tog han upp det vi idag kallar Poincarés förmodan. När Poincaré formulerade problemet tog han aldrig upp om denna egenskap skulle karakterisera 3-sfären. Den första formuleringen av Poincarés förmodan lydde som följande:
Studera en kompakt tredimensionell mångfald V utan gränser. Är det möjligt att fundamentalgruppen till V är trivial även om V icke är homeomorf med 3-sfären?
Standardformen man använder idag ser ut på följande sätt:
Varje sluten, enkelt sammanhängande tredimensionell mångfald är homeomorf med 3-sfären.

### Tidigare lösningsförslag
Flera försök att lösa problemet gjordes under 1900-talet men även om ingen lyckades var det många som kom långt på vägen och lyckades presentera andra intressanta resultat. 1930 la J. H. C. Whitehead fram ett bevis som han senare drog tillbaka, han lyckades dock hitta enkelt sammanhängande och icke-kompakta 3-mångfalder som inte var homeomorfa med 3-sfären. På 1950 och 1960-talet arbetade flera matematiker med att lösa problemet, bland annat R.H. Bing som lyckades bevisa en version av Poincarés förmodan: att en enkelt sammanhängande, sluten 3-mångfald med egenskapen att varje kurva var innesluten i en 3-boll är homeomorf till 3-sfären.

### Hamilton och Perelman
Richard S. Hamilton presenterade 1982 Ricciflödet på en mångfald, en metod för att deformera mångfalder, och med hjälp av Ricciflöde kunde han bevisa några specialfall av Poincarés förmodan. Hamilton fortsatte att utöka sitt arbete men lyckades aldrig bevisa Poincarés förmodan. Det var först under 2002 och 2003 Grigorij Perelman lade upp tre arbeten på arXiv där han presenterade en skiss för Poincarés förmodan.
Under sommaren 2006 presenterade flera grupper avhandlingar där de luckor som fanns kvar i beviset fylldes i. Alla grupper fann dock att de luckor som fanns kunde fyllas i med hjälp av Perelmans egna metoder.

## Lösningen till Poincarés förmodan
Perelmans lösning går ut på att använda Hamiltons Ricciflöde. Med hjälp av Ricciflöde kan man deformera mångfalder, och de mångfalder som är kompakta och enkelt sammanhängande kommer efter ett ändligt antal steg att deformeras till 3-sfären. Hamilton visade detta för flera mångfalder men inte för alla. Problemet är att Ricciflödet kommer fram till punkter på mångfalden, singulariteter, där Ricciflödet slutar att fungera. Hamilton ville då dela på mångfalden för att ta bort singulariteten och sedan klistra ihop den igen. Problemet var att han inte visste vilka olika singulariteter som kunde uppstå. Perelman kunde då visa att dessa singulariteter helt enkelt är cylindrar som sträcker sig oändligt långt i båda riktningar. Efter att ha utvecklat diverse mindre verktyg för att hantera detta kunde Perelman till slut deformera en godtycklig kompakt och enkelt sammanhängande 3-mångfald med hjälp av Ricciflöde, klippa bort singulariteter när de uppstod och fortsätta köra Ricciflödet. Han hade då till slut endast 3-sfärer, och kunde sedan köra hela processen baklänges för att få fram originalmångfalden och därmed visa att mångfalden och 3-sfären är homeomorfa. Perelman lyckades också bevisa att det krävs ett ändligt antal steg för denna process. Ricciflödet kommer att göra området man bearbetar så litet att det till slut endast kan delas i 3-sfärer.

## I andra dimensioner
Det är möjligt att utan större svårigheter bevisa förmodan i två dimensioner (för 2-sfären) med hjälp av klassificeringen av slutna ytor.
För fler dimensioner än tre lyder den generaliserade Poincarés förmodan som följer:
Varje homotopisk sfär (en sluten n-mångfald som är homotop med n-sfären) är isomorf med n-sfären i den valda kategorin, med andra ord homeomorf, diffeomorf eller PL-isomorf.
Den generella förmodan bevisades topologiskt för n=4 och högre innan Perelmans bevis för n=3. För andra klasser av mångfalder stämmer det dock inte för alla dimensioner (till exempel inom differential topologi är den generellt falsk, men sann för n=1,2,3,5 och 6, och för n=4 ännu oviss).
Det var länge en uppfattning att den generaliserade förmodan var falsk för högre dimensioner, men 1961 lyckades Stephen Smale bevisa att förmodan för fem dimensioner och högre var sann. Michael Freedman lyckades redan 1982 bevisa att förmodan för fyra dimensioner också var sann. Detta gjorde att matematiker började tro att förmodan faktiskt var sann även för tre dimensioner.

## Användningsområden
Poincarés förmodan anses för det mesta vara ett rent matematiskt problem utan tillämpningar. De områden som möjligen skulle kunna ha nytta av den är kosmologi och astrofysik, för att påvisa hur universum är uppbyggt. Det som i stället betraktas som viktigt med problemet, och inte minst med dess lösning, är metoderna. Till exempel bevisade Perelman även Thurstons geometriseringsförmodan samtidigt som han lade fram bevisen för Poincarés förmodan. Metoderna banar väg för att lösa andra problem och hantera befintliga på bättre sätt. Vidare kan det i framtiden mycket väl tillkomma fler användningsområden, när till exempel naturvetenskaperna utvecklats mer.